# 秩序守護者
秩序守護者（ピースメーカー）は、榊一郎の小説『スクラップド・プリンセス』に登場する架空の兵器。
アニメ版と小説版では設定に多少の違いがあるが、以下は小説版の内容を基本とする。

## 機体解説
マウゼル教において崇められている「神の御使い」。教会の教義の中では、主神マウゼルに従い魔王ブラウニンと戦ったとされ、世界の秩序を乱す者に制裁を加える、世界の平和の守護者とされていた。
その正体は、竜機神（ドラグーン）と同じ、約5000年前、人類側の対HI（異種知性体：Heterogenous Intelligence）戦闘を担っていたブラウニン機関に作られた「汎環境邀撃型自由塑形兵器（All Round Free Forming Intercepter）」の5番目のモデル（M5）、戦天使（ヴァルキリィ）。「All Round Free Forming Intercepter」の頭文字をとって「ARFFI（アーフィ）」と呼称されるシリーズの一部である。
戦天使（ヴァルキリィ）は、「狂竜（ラピッド・ドラゴン）事件」後、竜機神の抱える問題（安全性を確保するために導入した竜騎士（Dナイト）システムによって、稼動率が不安定になり、量産も難しくなっていた）を解決すべく、その後継機として開発された機体である。竜の形を模した竜機神とは異なり、人間的なシルエットと翼をもつ姿から、戦天使（ヴァルキリィ）と呼称される。竜機神（ドラグーン）に匹敵する高性能だが、拠点防衛に主眼を置いており、人類側の主星である地球を護衛するために配備されていた。
「竜機神（ドラグーン）」がAIによって制御され、そのために「狂竜（ラピッド・ドラゴン）事件」を引き起こしたこと、また、狂竜化を免れた機体が人間的な思考形態を形成していたことを教訓に、AIは実在する人間の思考形態をコピーする形で作成された。これにより、狂竜化の可能性を排除したため、「竜機神（ドラグーン）」では叶わなかった無人機としての運用が可能となっている。しかし、この「人間」のコピーであるということが仇となり、「HI（異種知性体）」に説得され、人類を裏切る結果を招いてしまった。

## 機体タイプ
用途に合わせ、「シヴィリアン・タイプ」と「アーティラリィ・タイプ」の2つのタイプの機体が存在している。
製造された総数は不明だが、「秩序守護者（ピースメーカー）」となった機体は計4体、「シヴィリアン・タイプ」と「アーティラリィ・タイプ」が各2体であった。また、「シヴィリアン・タイプ」と「アーティラリィ・タイプ」は対になっており、2体で1ユニットとなる。
シヴィリアン・タイプ
「シヴィリアン・タイプ」は後方支援や情報戦に長けた機体であり、生物の肉体や精神に干渉するような細かい作業を得意とする。一方で戦闘能力はさほどなく、「竜機神（ドラグーン）」と比べると貧弱な性能しか有さない。しかし、「秩序守護者（ピースメーカー）」として活動していた際には、その情報収集・解析能力を活かし、様々な搦め手で「竜機神（ドラグーン）」を翻弄することも多々あった。
特に、人類等の生物を基礎として作られる「中継点」の作成能力は「シヴィリアン・タイプ」の特徴で、人類（又は人類を基にして作られたもの）を攻撃できない「竜機神（ドラグーン）」の封じ手として使用され、大きな効果を発揮している。日常的に「秩序守護者（ピースメーカー）」として活動していたのは、「シヴィリアン・タイプ」である。
アーティラリィ・タイプ
「アーティラリィ・タイプ」は純粋に戦闘用として作られており、細かい作業は苦手だが、圧倒的な攻撃力を誇る。あまりに強大な攻撃力をもつので、日常は圧縮され、異相空間に保存されていた。
「秩序守護者（ピースメーカー）」としては、神罰を演出したり、大規模な災害を起こす必要がある場合にのみ活動していたようである。

## 機体能力
ドラグーン共通の能力
人類側の切り札の一つであり、本星である地球防衛用ということもあり、竜機神（ドラグーン）同様、強大な能力を誇る。物質を分子レベルから自由自在に操る「形相干渉能力」をもち、攻撃対象を分子レベルで崩壊させることができる。その攻撃力は、最大出力ならば小惑星を消滅させることも可能であり、能力の性質上物理的な強度を無視して効果を発揮できる。
また、形相干渉能力を用いて、自身を瞬時に修復したり、食料等を生成することも可能である。加えて、現実空間とは相を異にする「異相空間」への潜行能力をもち、空間を跳躍して知覚可能外からの攻撃（知覚外攻撃（スニークアタック））を行ったり、相手の攻撃を避けることもできる。これらの能力を用いることで、一定領域の空間を強制的に収縮させて、対象を空間ごと破砕する空間爆縮攻撃が可能となる。
更に、本編で使用されることはなかったが、創世戦争（対HI戦争）中は予知能力者と大型人工知能を組み合わせた超早期警戒ネットワークシステム（P（予言：Prophecy）システム）を用いて、未来予測による攻撃・防御を行うことも可能だった。
ピースメーカー独自の兵装
秩序守護者（ピースメーカー）独自の兵装としては、御使いの閃光（アポストリック・レディエンス）や御使いの長槍（アポストリック・ジャベリン）と呼ばれる形相干渉攻撃が挙げられる。特に、御使いの長槍（アポストリック・ジャベリン）は「アーティラリィ・タイプ」のみの兵装で、出力を絞っていても、大気圏内で使用すると惑星の地軸をずらしてしまう可能性がある、強力な兵装である。
「律法」の絶対支配力
秩序守護者（ピースメーカー）としては、戦天使（ヴァルキリィ）の能力に加え、「律法」の影響力を行使することが可能となっている。律法とは、「封棄世界」を規律する根本原則であり、全ての事象を規定する定めを指す。これにより、人類の上位管理者として規定された秩序守護者（ピースメーカー）は、人類に対する絶対的な支配が許されている。従って、人類は秩序守護者（ピースメーカー）に逆らうことができない。
この「律法」の影響力を排除できる唯一の力が、律法破壊者（プロヴィデンス・ブレイカー） パシフィカ・カスール、及びその影響を受けた者達であった。

## 神罰執行形態
秩序守護者（ピースメーカー）は、戦闘能力を段階的に開放することができる。これは、守るべき地球（又は封棄世界＝惑星カギロイ）を破壊することのないよう、ある種のリミッターとして設けられたものと思われる。
第三級神罰執行形態
人類とほぼ同じ容姿の状態。第三級神罰執行形態は、秩序守護者（ピースメーカー）がマウゼル・システムの承認なしに単独で行使できる段階の能力であり、最も低い段階の能力である。この段階では、出力100分の1の竜機神（ドラグーン）にも、まるで及ばない性能しか発揮できない。
第二級神罰執行形態
第二級神罰執行形態は、緊急事態に際してマウゼル・システムの承認があれば行使できる段階の能力である。その攻撃力は場合によっては惑星にダメージを与える可能性があるが、その危険を冒す必要のある場合に解放される。大気圏内では、この段階までしか解放は許されない。
第一級神罰執行形態
第一級神罰執行形態は、空間戦闘仕様であり、全力稼動の形態である。作中では、休眠モードに移行した封棄世界から排除されたソコムとシーズが、緊急時の特別権限に基づき、マウゼル・システムの承認なしに顕現させている。他の形態は人間的なシルエットをしているが、第一級神罰執行形態では大きく翼を広げた、非人間的なシルエットとなる。
その出力は、第二級までの神罰執行形態とは一線を画しており、戦闘面ではもはや第二級以前の能力とは完全に別物であり、これが本来のM5の形態である。第二級神罰執行形態では地球上の数10分の1の面積しかないラインヴァン王国全人類を滅ぼすのに数時間は要するのに対し、最低出力の兵装でさえ惑星ひとつを軽々と完全消滅させるだけの力を持つ。

## 「秩序守護者（ピースメーカー）」の各個体について
ソコム・アーティラリィ：（中井和哉）
第一の「秩序守護者（ピースメーカー）」、アーティラリィ・タイプ。AIは男性型。対となるシヴィリアン・タイプ・ユニットは、ステア・シヴィリアン。非常に機械的な性格で、合理性を重んじる。シーズやステアと違い、個性について作中で深く掘り下げられることがなかったためか、印象は薄い。
アーティラィ・タイプ故の高い攻撃力に加え、ランダムに異相空間と現実空間を行き来することで「竜機神（ドラグーン）」3機による同時波状攻撃を凌ぎきる等、総合的な戦闘能力では最強クラス。上記の同時波状攻撃を避けきった後、偶然セーネスの操る「竜巨人（ギガス）」の真横に出てしまい、形相破壊された。
名前の由来は、H&K MARK 23での日本での愛称「ソーコムピストル」ではあるが、外国ではこの愛称は通用しない。
シーズ・アーティラリイ：（半場友恵）
第二の「秩序守護者（ピースメーカー）」、アーティラリィ・タイプ。AIは女性型。対となるシヴィリアン・タイプ・ユニットは、ガリル・シヴィリアン。長い黒髪が印象的な、細身の美女の姿。
ガリルの死亡により、記憶も容姿も不完全な解凍状態のまま放浪していたことがある。その時期にパシフィカ一行と出会い、スィンという名で行動を共にしていた。パシフィカ一行からは妹のような扱いを受け、よく懐いていたが、ステアによって強制的に「秩序守護者（ピースメーカー）」として覚醒させられ、以降敵対する。
覚醒後は、ソコム同様、機械的で冷たい性格に思えるが、スィンとしての記憶が残っているためか、「秩序守護者（ピースメーカー）」として使命には従順ながら、時折人間らしい考え方や行動を見せることもあった。また、スィンの頃にパシフィカからつけてもらった片方だけのイヤリングをそのままつけていた。
「秩序守護者（ピースメーカー）」の中では最後まで生き残るが、最終的にはシャノンの操るゼフィリスの攻撃をあえて避けずに形相破壊された。最期に「ごめんね…」と、ピースメーカーとしての自身の意思では逆らえない使命とスィンとしての感情の間で揺れ動いていた気持ちの一端を顕にしている。
名前の由来は、チェコのCz社。
ステア・シヴィリアン：（根谷美智子）
第三の「秩序守護者（ピースメーカー）」、シヴィリアン・タイプ。AIは女性型。対となるアーティラリィ・タイプ・ユニットは、ソコム・アーティラリィ。ライオンのたてがみのような豪奢な金髪をもつ、妖艶な美女の姿。普段はマウゼル教の神官として生活しているようだが、神官とは思えないような扇情的な服装をしている。
残忍で狡猾な性格で、比較的非力なシヴィリアン・タイプ故か、力押しよりも、「中継点」等を用いた搦め手を得意とする。「秩序守護者（ピースメーカー）」として長期間人間と接してきた結果、いつまでも愚かに同じ過ちを繰り返す人類を見限り、嫌悪するようになった。そのため人間に必要以上の情報を与え、廃棄皇女をもって人間にピースメイカーを利用させようとした。この行動は封棄世界の維持システムに反する行動であり、つまりは廃棄皇女であるパシフィカをだしにして人間に自らの処刑執行許可への捺印をさせようとした回りくどい人類抹殺計画である。皮肉な事に、ある意味彼女は最もピースメーカーの中で人間らしい存在であったと言える。
原作ではエイローテを死に追いやり、セーネスに激しく憎悪される。最期は、復讐に燃えるセーネス操る「竜巨人（ギガス）」の知覚外攻撃（スニーク・アタック）により形相破壊は免れない状況に陥り、セーネス機を巻き込んで自爆しようとしたが、ゼフィリスによって完全に破壊された。
名前の由来はオーストリアのステアー（シュタイヤー）社。ちなみに、英語のstareは「じっと見る」を表しており、ピースメーカーを暗喩している。
ガリル・シヴィリアン：（中井和哉）
第四の「秩序守護者（ピースメーカー）」、シヴィリアン・タイプ。AIは男性型。対となるアーティラリィ・タイプ・ユニットは、シーズ・アーティラリィ。最初に登場した「秩序守護者（ピースメーカー）」。端正な顔立ち、金髪の美青年。
タウルスの街に「中継点」を放ち、それが失敗すると自らシャノンとラクウェルを殺そうとした。第三級神罰執行形態を顕現したが、出力100分の1で現出したゼフィリスに軽く屠られ、消滅した。かませ犬的な扱いといい、自信過剰な性格といい、非常に印象が薄い。
名前の由来は、イスラエルのアサルトライフル「ガリル」。

## 「中継点」について
人間を核として作られる、ほぼ無限に再生、増殖し、他の生物を捕食、同化し続ける生きた肉塊。シヴィリアン・タイプの「秩序守護者（ピースメーカー）」のみが作成可能。殺すには、再生不可能なように、殲滅級の攻性魔法で完全に滅却する必要がある。また、中には、核となった人間の意識の一部を残し、その姿も保ったまま活動する個体もある。これらは、人間社会に溶け込み、情報収集等に用いられる。
人間を攻撃できないという「竜機神（ドラグーン）」の特性に対応し、「秩序守護者（ピースメーカー）」の盾となることで、「秩序守護者（ピースメーカー）」が有利に戦闘を行うことができるよう利用されたこともあった。
「秩序守護者（ピースメーカー）」の意志によって規律されており、その意志に従って「律法」の影響力を行使することも可能である。逆に、生物としては崩壊しており、自立できるものではないため、「秩序守護者（ピースメーカー）」のコントロールが失われると自滅する。
原作の描写のままではグロテスクすぎる為、アニメ版ではいくらか簡略化されたデザインと設定で登場した。